# Ctenocella sanguinolenta
Ctenocella sanguinolenta är en korallart som först beskrevs av Gray 1859.  Ctenocella sanguinolenta ingår i släktet Ctenocella och familjen Ellisellidae. Inga underarter finns listade i Catalogue of Life.